# 中东镇 (扶绥县)
中东镇，是中华人民共和国广西壮族自治区崇左市扶绥县下辖的一个乡镇级行政单位。

## 行政区划
中东镇下辖以下地区：
中东社区、新灵村、瓶山村、旧县村、丰坡村、九和村、思同村、新隆村、百域村、上余村、三哨村、东哨村、淋和村、四新村和维旧村。